# Kerítések
A Kerítések (eredeti cím: Fences) 2016-ban bemutatott amerikai filmdráma, melyet Denzel Washington rendezett August Wilson Fences című színdarabja alapján.

## Cselekmény
Az 1950-es évek végén a pennsylvaniai Pittsburghben élő afroamerikai Troy Maxson nagyon keményen dolgozik, hogy tisztességes életet biztosítson feleségének, Rose-nak, és eltartsa családját. A házaspárnak van egy Cory nevű fia. Troy előző házasságából származó 34 éves fia, Lyons csak a zenének él; rendszeresen beugrik Troy fizetésnapján, hogy pénzt kérjen kölcsön. Bár nagyon keveset keres, Troy nemrég vett egy házat. Ennek finanszírozására a fiatalabb testvérétől, Gabrieltől kapott kártérítést használta fel, aki egy volt katona, és akinek egy háborús sérülés után fémlemez van a fejében, emiatt gyermek értelmi képességei vannak.
Troy egykor baseball-játékos karrierről álmodott, mert sikeresen játszott a fekete ligában, de most a mindennapjait a szemétgyűjtő munkája és a bőrszíne miatti mindennapos megkülönböztetés határozza meg. Troy és kollégája, Jim Bono, aki egyben a legjobb barátja is, minden nap együtt járják a várost a kukásautó hátsó részén. Amikor megkérdezi a felettesét, miért nem lehet színes bőrű emberből szemétszállító teherautó sofőr, behívják a kerületvezetőhöz. Félő, hogy elbocsátják, de ehelyett valóban ő lesz az első színes bőrű ember a városban, akit sofőrré léptetnek elő.
Fia, Cory tehetséges sportoló, aki focizik az iskolájában, és még mindig a szüleivel él, lázadni kezd apja ellen, aki egyre inkább úgy viselkedik, mint a család patriarchája. Troy nem akarja, hogy a fia focizzon, azt akarja, inkább szerezzen tisztességes munkát. Troy többször elmeséli a keményszívű apjával kapcsolatos élményeit, és az ördöggel vívott csatáit, például amikor a kórházban több napon át a halállal birkózott. Bár Rose szerint ezek csak képzelgések, néha szórakoztatónak találja a történeteket.
Troy és Rose egyre inkább ráébrednek kapcsolatuk összetettségére és ellentmondásaira, valamint arra, hogy 18 éves házasságuk az elkötelezettség érzésére épül, és ezért rendkívül törékeny. Bár Troy szereti a feleségét, képtelen szabadulni attól a gondolattól, hogy nem akar senkitől sem függeni, és hogy képes legyen maga meghatározni az életét. Troy nagyon vidám tud lenni, ha boldog, de akkor is ijesztő a jelenléte, ha nem az. Troy rájön, hogy az apjával kapcsolatos élményei jobban befolyásolták, mint gondolta, és hogy nem tudja úgy irányítani a családját, ahogyan azt gondolja.
Troy kapcsolatot kezd egy másik nővel. Amikor a nő teherbe esik, bevallja Rose-nak, aki nagyon felháborodik. A nő belehal a szülésbe; Rose gondoskodik a Raynell nevű babáról. Troy-al azonban végleg szakít, bár együtt maradnak. Troy inni kezd. Amikor megakadályozza, hogy az őt megvető Cory belépjen a házba, fizikai összetűzésbe keveredik vele.
Évekkel később a család újra összejön Troy temetésére. Cory karriert futott be a hadseregben, míg Lyons börtönben kötött ki, és feltételesen szabadlábon van. Raynell egy élénk kislány, akinek Rose az édesanyja. Cory nem akar elmenni a gyászszertartásra, de Rose rábeszéli, hogy menjen el. Raynell-lel együtt elénekli a Troy-tól tanult bluest Bluest, amely egy öreg, haldokló kutyáról szól. Amikor Gabriel megfújja a trombitáját, megnyílik az ég.

## Szereplők
| Szerep                                              | Színész            | Magyar hang      |
| --------------------------------------------------- | ------------------ | ---------------- |
| Troy Maxson                                         | Denzel Washington  | Kálid Artúr      |
| Rose Lee Maxson, Troy felesége                      | Viola Davis        | Kocsis Mariann   |
| Jim Bono, Troy barátja                              | Stephen Henderson  | Berzsenyi Zoltán |
| Cory Maxson, Rose és Troy fia                       | Jovan Adepo        | Baráth István    |
| Lyons Maxson, Troy előző kapcsolatából származó fia | Russell Hornsby    | Fehér Tibor      |
| Gabriel Maxson, Troy testvére                       | Mykelti Williamson | Kapácsy Miklós   |
| Raynell Maxson, Troy és Alberta lánya               | Saniyya Sidney     | Tóth Mira        |

További magyar hangok: Bartók László, Bolla Róbert, Mohácsi Nóra, Téglás Judit

## Fontosabb díjak, jelölések
| Díj              | Dátum             | Kategória                            | Jelölt                                       | Eredmény |
| ---------------- | ----------------- | ------------------------------------ | -------------------------------------------- | -------- |
| Oscar-díj        | 2017. február 26. | Legjobb film                         | Todd Black, Scott Rudin és Denzel Washington | Jelölve  |
| Oscar-díj        | 2017. február 26. | Legjobb férfi főszereplő             | Denzel Washington                            | Jelölve  |
| Oscar-díj        | 2017. február 26. | Legjobb női mellékszereplő           | Viola Davis                                  | Elnyerte |
| Oscar-díj        | 2017. február 26. | Legjobb adaptált forgatókönyv        | August Wilson                                | Jelölve  |
| Golden Globe-díj | 2017. Január 8.   | Legjobb férfi főszereplő – filmdráma | Denzel Washington                            | Jelölve  |
| Golden Globe-díj | 2017. Január 8.   | Legjobb női mellékszereplő           | Viola Davis                                  | Elnyerte |
| BAFTA-díj        | 2017. február 12. | Legjobb női mellékszereplő           | Viola Davis                                  | Elnyerte |

## Fordítás
- Ez a szócikk részben vagy egészben  a   Fences (film) című angol Wikipédia-szócikk fordításán alapul.  Az eredeti cikk szerkesztőit annak laptörténete sorolja fel. Ez a jelzés csupán a megfogalmazás eredetét és a szerzői jogokat jelzi, nem szolgál a cikkben szereplő információk forrásmegjelöléseként.